# 野梨原花南
野梨原 花南（のりはら かなん、11月2日 - ）は、日本の小説家。

## 経歴・人物
少女小説やライトノベル、ティーンズラブ小説、ライト文芸で主に執筆している作家。岩手県出身。
1992年、『救世主によろしく』（白泉社）でデビュー。1997年から刊行された、『ちょーシリーズ』（集英社コバルト文庫）（全19巻）で人気を得る。
これまでもスーパーファンタジー文庫のような少年向けレーベルで刊行したことは一時あったが、2003年に始まった『マルタ・サギーは探偵ですか?』シリーズ（全7巻）にて少女小説・女性向けレーベル以外にも活躍の場を広げ、富士見ファンタジア文庫、講談社ラノベ文庫といったライトノベルレーベルでも作品を刊行。2012年にはティーンズラブ小説レーベルのティアラ文庫でも作品を発表した。2014年に『マルタ・サギーは探偵ですか?』シリーズをライト文芸レーベルの富士見L文庫から復刊し、以降は他の作品を富士見L文庫や集英社オレンジ文庫などでも執筆している。
2016年からは集英社WebマガジンCobaltにて『傾国ルネッサンス 道士小姐と３人の皇太子』(2016年7月〜10月)や『猫の名はステファン。』(2017年1月)、『バビロン三昧』(2017年7月～11月)、『ちょー東ゥ京』(2018年4月～5月、続編：2018年8月)といった作品を連載している。ちょー東ゥ京は電子書籍で単行本化され、シリーズ化された。だが、他の掲載作品は現在閲覧不可能である。

## 作品リスト
- 救世主によろしく（白泉社ノベルズ、デビュー作）（上：1992/4/25、下：1992/5/25）
- 前田朝日の冒険（ムービック EASY BOOKS）全3巻（1巻：1992/11/01、2巻：1993/4/1、3巻：1993/9/1） - 秋田書店 きらら16で2000年に漫画化
- 風の導師候補生の試練（白泉社花丸ノベルズ）（1993/1/25）
- 東光SCの秘密（ムービック EASY BOOKS（1994/4/1）
- 真夜中の太陽 上・下（小学館キャンバス文庫）(上：1994/8/1、下：1994/9/10)
- ダークネス（青磁ビブロス、ビーボーイノベルス）（1996/6/1）
- PRO STARBOWLERシリーズ（ムービック）
  - 邂逅の季節<PRO STARBOWLER>（1995/10/1）
  - スキャンダル・キス PRO STARBOWLER 2（1997/5/1）
  - プロ・スターボウラー(1)（1998/12/25）
- マルスシティシリーズ（集英社スーパーファンタジー文庫、コバルト文庫）
  - 逃げちまえ!（スーパーファンタジー文庫：1996/10/10、コバルト文庫：2000/2/10）
  - あきらめろ!（スーパーファンタジー文庫：1997/7/10、コバルト文庫：2000/4/10）
- ちょーシリーズ（集英社コバルト文庫）
- ちょーシリーズ番外編・魔王シリーズ（集英社コバルト文庫）
- 都会（まち）の詩（ポエム）（上）（集英社コバルト文庫）（2000/6/30）
- 都会（まち）の詩（ポエム）（下）（集英社コバルト文庫）（2000/10/3）
- 二十世紀の僕たちへ（角川ティーンズルビー文庫）
  - 二十世紀の僕たちへ（2000/10/1）
  - 夏影秋空 なつかげあきぞら-二十世紀の僕たちへ (2)（2001/5/1）
- 天使ズ。（角川ビーンズ文庫）（2001/11/1）
- 再活性者サクラ（角川ビーンズ文庫）（2002/12/1）
- マルタ・サギーは探偵ですか？シリーズ（富士見ミステリー文庫(旧版)、富士見L文庫(新版)（4巻は電子書籍））
- 居眠りキングダム（集英社コバルト文庫）（2004/3/31）
- よかったり悪かったりする魔女シリーズ（集英社コバルト文庫）
  - レギ伯爵の末娘（2004/11/2）
  - 公爵夫人のご商売（2005/3/2）
  - スノウ王女の秘密の鳥籠（2005/7/1）
  - 侯爵様の愛の園（2005/11/30）
  - フリンギーの月の王（2006/3/1）
  - 侯爵夫妻の物語（2006/6/1）
- ヘブンリーシリーズ（集英社コバルト文庫）
  - ヘブンリー 君に恋してる（2007/6/28）
  - ヘブンリー あなたに腹が立つ（2008/3/1）
- イバラ学園王子カタログ（一迅社文庫アイリス）（2009/12/19）
- 天使から百年シリーズ（富士見ファンタジア文庫）
  - 天使から百年 魔人と主人と廃棄物（2010/5/25）
  - 天使から百年 天使から零年（2010/9/25）
- 姫婚オールアバウト（集英社コバルト文庫）（2011/2/1）
- パラダイスレジデンスシリーズ（原作・藤島康介、著・野梨原花南）（講談社ラノベ文庫）
  - パラダイスレジデンス（2011/12/2）
  - パラダイスレジデンス2 風薫る五月となりましたが（2014/9/2）
- 8月10日を楽しみに　守護天使（巨乳でチビ）と王子（イヤミで口が悪い）（ティアラ文庫）（2012/2/7）
- 8月10日が待ち遠しい！ 才媛(眼鏡クールストーカー気味)と隣国の貴族(腹黒笑顔伯爵)（ティアラ文庫）（2012/9/5）
- 岩田虞檸為、東銀座の時代（集英社オレンジ文庫）（2015/10/20）
- 妖怪と小説家（富士見L文庫）（2015/12/15）
- 還るマルドールの月 The Return of the Mardore Moon（集英社コバルト文庫）（2016/1/29）
- 鳩子さんとあやかし暮らし（富士見L文庫）（2017/6/15）
- ちょー東ゥ京（集英社eコバルト文庫（電子書籍））
  - ちょー東ゥ京 ～カンラン先生とクジ君～（2018/9/28）
  - ちょー東ゥ京2 ～カンラン先生とクジ君のちょっとした喧嘩～（2018/12/21）
  - ちょー東ゥ京3 ～月の光ワルツ～（2019/6/28）
  - ちょー東ゥ京4 ～カンラン先生とクジ君のクリスマス～（2019/12/20）
  - ちょー東ゥ京5 ～カンラン先生とクジ君の約束の指輪～（2020/5/29）
  - ちょー東ゥ京6 ～クジ君とカンラン先生の海の童話～（2020/11/27）
  - ちょー東ゥ京7　～クジ君とカンラン先生の歓喜の歌～（2021/7/29）
  - ちょー東ゥ京8　～カンラン先生とクジ君たち～（2021/12/23）

Web連載
- 傾国ルネッサンス 道士小姐と３人の皇太子（集英社WebマガジンCobalt）（全14回、2016/7/15〜2016/10/14完結）※書籍化未定
- 猫の名はステファン。（集英社WebマガジンCobalt）（前編：2017/1/20）（後編：2017/1/27）※書籍化未定
- バビロン三昧（集英社WebマガジンCobalt）（全9回、2017/7/14〜2017/11/24完結）※書籍化未定
- ちょー東ゥ京 カンラン先生とクジ君（集英社WebマガジンCobalt）（全5回、2018/4/27〜2018/5/25）
- ちょー東ゥ京 カンラン先生とクジ君のスペクタクル（集英社WebマガジンCobalt）（前編：2018/8/17）（後編：2018/8/24）
- ちょー美女と野獣 ☆Super-duper ♡Beauty&Beast☆（2024/2/25〜）(小説家になろう、カクヨム)